# Kaskasi
Der Kaskasi (Kaskazi) ist ein starker Monsun-Wind aus Nordosten, der im Raum Ostafrika in der Zeit von November bis März vorkommt. Südlich des Äquators dreht der Wind und weht aus Nordwesten. Den Rest des Jahres weht in der Region der Kusi, ein starker Monsun-Wind aus Südosten.
Der Offshore-Windpark Kaskasi befindet sich in der deutschen Nordsee.